# 青岸渡寺
青岸渡寺（せいがんとじ）是位在日本和歌山縣東牟婁郡那智勝浦町的天台宗寺院。山號「那智山」（なちさん）。本尊如意輪觀音菩薩、傳說開山（初代住持）為裸形上人。西國三十三箇所第一番札所。以「紀伊山地的聖地及朝聖路」的一部分登錄世界遺產。

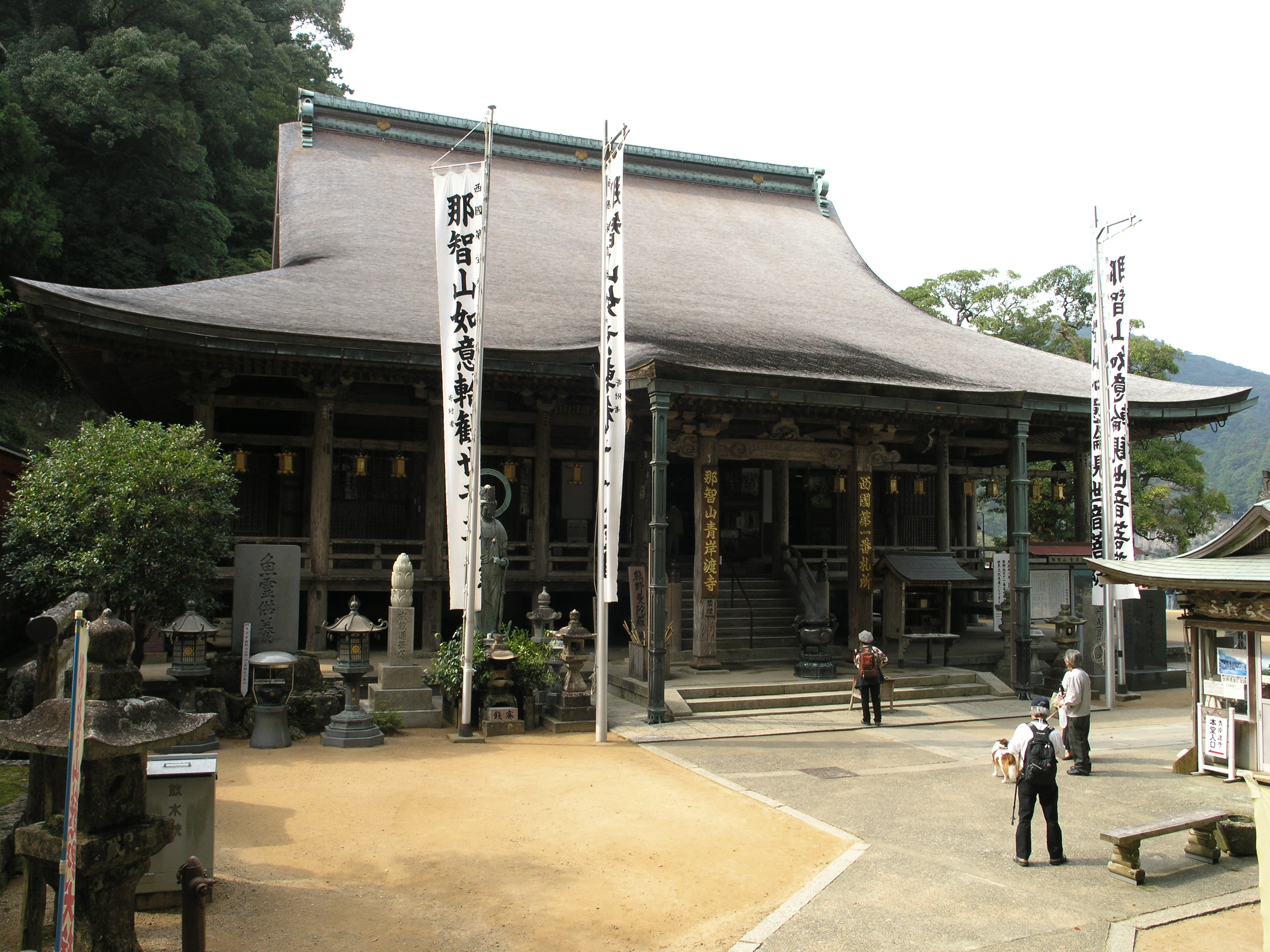
本堂
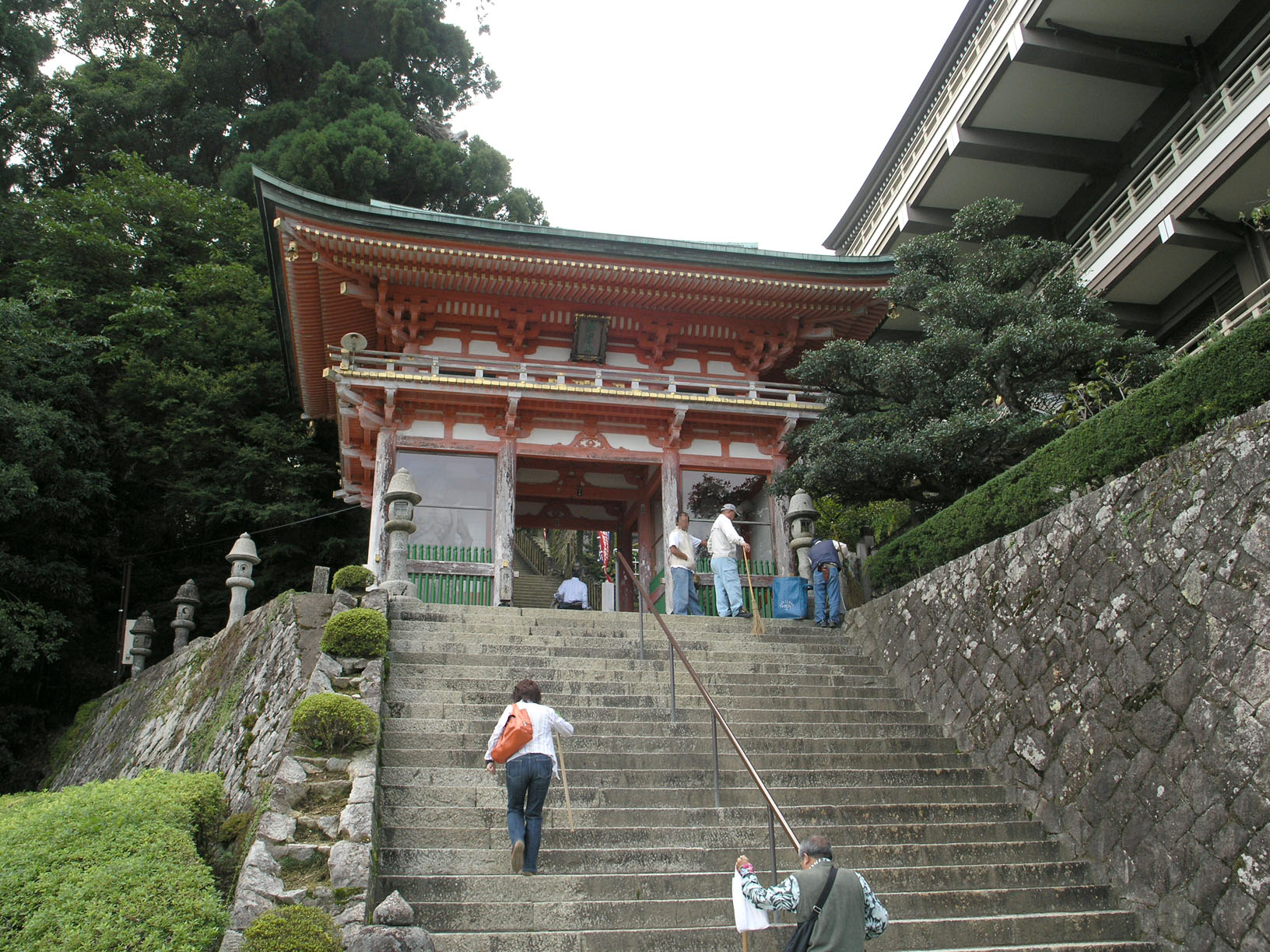
山門

## 關連項目
- 補陀洛山寺
- 阿彌陀寺
- 雲取越
- 西國三十三箇所
- 紀伊山地的聖地及朝聖路

## 外部連結
- 那智山青岸渡寺